# لي أنغول
لي أنتوني أنغول (من مواليد 4 أغسطس 1994) هو لاعب كرة قدم إنجليزي محترف يلعب كمهاجم لفريق ليتون أورينت في الدوري الثاني.